# 群馬県立前橋工業高等学校
群馬県立前橋工業高等学校（ぐんまけんりつまえばしこうぎょうこうとうがっこう）は、群馬県前橋市石関町に所在する群馬県立高等学校。
略称は「前工（まえこう）」である。

## 概要
- 所在地 - 群馬県前橋市石関町137番地1

## 学科
- 全日制課程
  - 機械科
  - 電子機械科
  - 電気科
  - 電子科
  - 建築科
  - 土木科
- 定時制課程
  - 機械科
  - 建築科

## 歴史
- 1923年（大正12年）前橋市立前橋工業学校として開校。
- 1937年（昭和12年）県立に移管、群馬県立前橋工業学校と改称。
- 2005年（平成17年）10月 現在地に移転。

## 野球の名門
- 高校野球で活躍。甲子園の常連。1974年夏にベスト4まで進出し、1995年春はベスト8、1996年・1997年と2年連続して夏の甲子園ベスト4に進出。プロ野球選手も数多く輩出している。
- 1996年 - この年のドラフトで近鉄バファローズから指名を受けたサウスポー斎藤義典をエースにベスト4まで進出した（斎藤自身は、最終的に「プロでやっていく自信がない」として入団を拒否、その後地元の富士重工業で都市対抗野球などに出場した）。
- 1997年 - 前年に卒業した斎藤の穴を埋めるべく、岩島中学校出身の佐藤崇明（のち日本大学）がエースに成長。2年連続のベスト4進出という快挙を成し遂げる。しかし、決勝の舞台にはまたしても届かなかった。

## 主な部活動
- 新体操部（男子）- 群馬県屈指の名門。全国大会の常連
- 自転車競技部 - 群馬県屈指の名門。多くの競輪選手を輩出
- 空手道部 - 群馬県屈指の名門。全国大会の常連
- 野球部 - 群馬県屈指の名門。甲子園ベスト4

## 著名な出身者

### 野球
- 荒井穣吉 - 元プロ野球選手
- 佐野仙好 - 元阪神タイガース、セ・リーグ最多勝利打点
- 片貝義明 - 元プロ野球選手
- 柚木秀夫 - 元読売ジャイアンツ
- 高橋一彦 - 元プロ野球選手
- 高橋忠一 - 元プロ野球選手
- 小川博 - 元千葉ロッテマリーンズ、パ・リーグ最多奪三振
- 渡辺久信 - 元埼玉西武ライオンズ監督、パ・リーグ最多勝・ノーヒットノーラン達成
- 高見澤考史 - 元オリックス・ブルーウェーブ
- 大須賀允 - 元広島東洋カープ
- 狩野恵輔 - 元阪神タイガース
- 星秀和 - 元埼玉西武ライオンズ
- 井野卓 - 元プロ野球選手
- 斎藤義典 - 元社会人野球選手
- 星野ひので - 北海道日本ハムファイターズ

### 自転車競技
- 稲村成浩 - 競輪選手、高校在学中に世界選手権メダル獲得
- 稲村好将 - 競輪選手
- 金子真也 - 競輪選手
- 手島慶介 - 競輪選手
- 木暮安由 - 競輪選手
- 篠田幸希 - 競輪選手
- 倉林巧和 - 自転車競技選手、アジア選手権チャンピオンほか世界大会で活躍
- 南彩乃 - ガールズケイリン選手
- 河内桜雪 - ガールズケイリン選手

### その他スポーツ
- 土屋秀人 -　空手家、全日本選手権大会形の部5年連続チャンピオンほかアジア大会や世界大会で活躍
- 滋野文夫 - 水泳選手、国体17回出場
- 中村孝生 - 陸上競技選手

### 政治・経済・研究
- 佐田武夫 - 元佐田建設社長
- 高木政夫 - 第17代前橋市長
- 谷喬夫 - 政治学者

### 芸能
- 中野千絵 - お笑い芸人（三等分、元ブルームフラワー）
- 有希俊彦 - 元俳優
- ジョナサン・シガー（モデル、タレント）

## その他
- 映画「リンダ リンダ リンダ｣は2005年9月まで使用されていた旧校舎を使用してロケが行われた。旧校舎の一部は旧敷地の北隣にある富士機械に売却され、活用されている。
- 県立前橋高等学校と区別するために、前橋工業は「まえこう」、前橋高校は「まえたか」と呼ばれる。